# Lieke Klaver
Lieke Klaver (Velsen, 20 agosto 1998) è una velocista olandese, specializzata nei 400 metri piani.

## Biografia
Specializzata nei 400 metri piani, ha vinto due medaglie d'oro ai mondiali (una indoor ed una outdoor), quattro medaglie d'oro agli europei indoor e due agli europei outdoor, la maggior parte delle quali in staffetta.
Alle Olimpiadi di Parigi del 2024 conquista la medaglia d'oro nella staffetta 4x400 metri mista e quella d'argento nella 4x400 metri. 

## Palmarès
| Anno | Manifestazione  | Sede      | Evento        | Risultato  | Prestazione | Note                                                      |
| ---- | --------------- | --------- | ------------- | ---------- | ----------- | --------------------------------------------------------- |
| 2019 | Mondiali        | Doha      | 4×400 m       | 7ª         | 3'27"89     |                                                           |
| 2021 | Europei indoor  | Toruń     | 400 m piani   | 5ª         | 52"03       |                                                           |
| 2021 | Europei indoor  | Toruń     | 4×400 m       | Oro        | 3'27"15     | Record dei campionati                                     |
| 2021 | World Relays    | Chorzów   | 4×400 m       | 4ª         | 3'30"12     |                                                           |
| 2021 | World Relays    | Chorzów   | 4×400 m mista | 8º         | 3'21"02     |                                                           |
| 2021 | Giochi olimpici | Tokyo     | 400 m piani   | Semifinale | 51"37       |                                                           |
| 2021 | Giochi olimpici | Tokyo     | 4×400 m       | 6ª         | 3'23"74     | Record nazionale                                          |
| 2021 | Giochi olimpici | Tokyo     | 4×400 m mista | 4º         | 3'10"36     | Record nazionale                                          |
| 2022 | Mondiali indoor | Belgrado  | 400 m piani   | 6ª         | 52"67       |                                                           |
| 2022 | Mondiali indoor | Belgrado  | 4×400 m       | Argento    | 3'28"57     | Miglior prestazione personale stagionale                  |
| 2022 | Mondiali        | Eugene    | 400 m piani   | 4ª         | 50"33       |                                                           |
| 2022 | Mondiali        | Eugene    | 4×400 m       | Batteria   | dq          |                                                           |
| 2022 | Mondiali        | Eugene    | 4×400 m mista | Argento    | 3'09"90     | Record nazionale                                          |
| 2022 | Europei         | Monaco    | 200 m piani   | 5ª         | 22"88       |                                                           |
| 2022 | Europei         | Monaco    | 400 m piani   | 6ª         | 50"56       |                                                           |
| 2022 | Europei         | Monaco    | 4×400 m       | Oro        | 3'20"87     | Record nazionale · Miglior prestazione europea stagionale |
| 2023 | Europei indoor  | Istanbul  | 400 m piani   | Argento    | 50"57       |                                                           |
| 2023 | Europei indoor  | Istanbul  | 4×400 m       | Oro        | 3'25"66     | Record dei campionati · Record nazionale                  |
| 2023 | Giochi europei  | Chorzów   | 4×100 m       | Oro        | 42"61       | [ 2 ]                                                     |
| 2023 | Giochi europei  | Chorzów   | 200 m piani   | Oro        | 22"46       | [ 2 ]                                                     |
| 2023 | Mondiali        | Budapest  | 400 m piani   | 6ª         | 50"33       |                                                           |
| 2023 | Mondiali        | Budapest  | 4x100 m       | Finale     | dnf         |                                                           |
| 2023 | Mondiali        | Budapest  | 4×400 m       | Oro        | 3'20"72     | Miglior prestazione mondiale stagionale                   |
| 2023 | Mondiali        | Budapest  | 4×400 m mista | Finale     | dnf         |                                                           |
| 2024 | Mondiali indoor | Glasgow   | 400 m piani   | Argento    | 50"16       |                                                           |
| 2024 | Mondiali indoor | Glasgow   | 4×400 m       | Oro        | 3'25"07     | Record nazionale                                          |
| 2024 | World Relays    | Nassau    | 4x400 m mista | Argento    | 3'11"45     |                                                           |
| 2024 | Europei         | Roma      | 400 m piani   | Bronzo     | 50"08       | Miglior prestazione personale stagionale                  |
| 2024 | Europei         | Roma      | 4x400 m       | Oro        | 3'22"39     | Miglior prestazione europea stagionale                    |
| 2024 | Europei         | Roma      | 4x400 m mista | Bronzo     | 3'10"73     |                                                           |
| 2024 | Giochi olimpici | Parigi    | 400 m piani   | Semifinale | 50"44       |                                                           |
| 2024 | Giochi olimpici | Parigi    | 4x400 m       | Argento    | 3'19"50     | Record nazionale                                          |
| 2024 | Giochi olimpici | Parigi    | 4x400 m mista | Oro        | 3'07"43     | Record europeo                                            |
| 2025 | Europei indoor  | Apeldoorn | 400 m piani   | Oro        | 50"38       |                                                           |
| 2025 | Europei indoor  | Apeldoorn | 4x400 m       | Oro        | 3'24"34     | Record nazionale · Record dei campionati                  |

## Campionati nazionali
2016
- 4ª ai campionati olandesi indoor, 200 m piani - 24"59

2017
- Oro ai campionati olandesi indoor, 200 m piani - 23"82
- 4ª ai campionati olandesi indoor, 60 m piani - 7"48

2018
- 7ª ai campionati olandesi, 400 m piani - 54"55

2019
- Bronzo ai campionati olandesi, 400 m piani - 53"19
- Argento ai campionati olandesi indoor, 400 m piani - 53"47

2020
- Oro ai campionati olandesi, 200 m piani - 22"95
- Oro ai campionati olandesi indoor, 400 m piani - 52"45

2021
- Argento ai campionati olandesi, 200 m piani - 23"04
- Argento ai campionati olandesi indoor, 400 m piani - 51"21

2022
- Oro ai campionati olandesi, 200 m piani - 22"74
- Argento ai campionati olandesi indoor, 400 m piani - 51"20

2023
- Bronzo ai campionati olandesi, 100 m piani - 11"36
- Argento ai campionati olandesi indoor, 400 m piani - 50"34

## Altre competizioni internazionali
2020
- Oro al Golden Gala ( Roma), 400 m piani - 50"98

2021
- Bronzo al british Grand Prix ( Gateshead), 400 m piani - 51"54
- 6ª all'Athletissima ( Losanna), 400 m piani - 51"73

2022
- 5ª al Meeting de Paris ( Parigi), 400 m piani - 50"80
- 6ª al Memorial Van Damme ( Bruxelles), 400 m piani - 50"87
- Argento al Bauhaus-Galan ( Stoccolma), 400 m piani - 50"96
- 6ª all'Athletissima ( Losanna), 400 m piani - 51"15

2023
- Oro ai Campionati europei a squadre di atletica leggera ( Chorzów), 200 m piani - 22"46
- Oro ai Campionati europei a squadre di atletica leggera ( Chorzów), 4x100 m - 42"61
- Bronzo all'Herculis ( Monaco), 400 m piani - 49"99
- Argento al Memorial Van Damme ( Bruxelles), 400 m piani - 50"16
- 4ª al Meeting de Paris ( Parigi), 400 m piani - 50"32
- Bronzo al Prefontaine Classic ( Eugene), 400 m piani - 50"47
- Argento al Golden Gala ( Firenze), 400 m piani - 50"75

2024
- Argento all'Herculis ( Monaco), 400 m piani - 49"64
- Bronzo al London Athletics Meet 2024 ( Londra), 400 m piani - 49"58

2025
- Bronzo al Doha Diamond League ( Doha), 400 m piani - 51"12
- Oro ai Campionati europei a squadre di atletica leggera ( Madrid), 4x100 m - 42"02
- Argento all'Athletissima ( Losanna), 400 m piani - 50"17